# Vetschau (stacja kolejowa)
Vetschau – stacja kolejowa w Vetschau/Spreewald (łuż. Wětošow/Błota), w kraju związkowym Brandenburgia, w Niemczech przy linii kolejowej Chociebuż – Berlin pomiędzy przystankami kolejowymi Raddusch i Kunersdorf. Stacja położona jest na zachód od Chociebuża.
Na szyldach wywieszonych na peronach znajduje się nazwa miejscowości w dwóch językach: niemieckim – Vetschau i dolnołużyckim – Wětošow (nazwa dolnołużycka zapisana jest jednak niepoprawnie jako Wětosow).
| Vetschau                                |  |          |
| Linia 6142 Berlin – Görlitz (97,500 km) |  |          |
| Raddusch                                |  | Kolkwitz |